# 積分因子
積分因子 (せきぶんいんし、英: integrating factor) とは微分方程式の解法に用いられる関数である。常微分方程式の解法で最もよく用いられ、積分因子を掛けることにより不完全微分から完全微分（積分するとスカラー場を与える）を得ることができる。特に熱力学の分野で用いられ、そこではエントロピーを完全微分にするために温度が積分因子となる。
2変数の方程式の場合には積分因子は必ず存在する。

## カラテオドリの定理
{\displaystyle n} 次元多様体 {\displaystyle M} の領域 {\displaystyle U} で定義された 1-形式 {\displaystyle \psi } について
{\displaystyle \psi =f\,dg}
が成立するような関数 {\displaystyle f}, {\displaystyle g} (ただし {\displaystyle f\neq 0}) が存在するとき、{\displaystyle 1/f} を {\displaystyle \psi } の積分因子と呼ぶ。1-形式 {\displaystyle \psi } の積分因子の存在に関して、カラテオドリの定理は以下の3命題が同値であることを主張する。
1. {\displaystyle M} の任意の点 {\displaystyle x} について、点 {\displaystyle x} の近傍 {\displaystyle V} が存在し、{\displaystyle V} 内の任意の {\displaystyle x} の近傍 {\displaystyle W} に、区分的 {\displaystyle C^{\infty }}-級曲線 {\displaystyle \gamma } であって {\displaystyle {\dot {\gamma }}} が定義されるすべての点で {\displaystyle \psi \{{\dot {\gamma }}(t)\}=0} を満たすような曲線 {\displaystyle \gamma } によって点 {\displaystyle x} と結ばれることのないような点 {\displaystyle y\in W} が存在する。
2. {\displaystyle \psi \wedge d\psi =0}
3. 任意の点 {\displaystyle x\in M} にある近傍 {\displaystyle V} が存在し、{\displaystyle \psi } の {\displaystyle V} への制限は積分因子を持つ。

この定理は1909年にコンスタンティン・カラテオドリによって熱力学第二法則の定式化のために導入された。{\displaystyle \psi } が閉形式（すなわち {\displaystyle d\psi =0} が成立するもの）であればポアンカレの補題により積分因子 {\displaystyle 1} が存在する。また {\displaystyle n\leq 2} のときカラテオドリの定理によりすべての 1-形式について積分因子の存在が保証される（これはJohann Friedrich Pfaffによって最初に示された）。

## 積分因子を用いた常微分方程式の解法の例
次のような1階の線形常微分方程式を考える。
{\displaystyle y'+P(x)y=Q(x)\quad \quad \quad (1)}
この方程式に対し、適当な積分因子{\displaystyle M(x)}を (1) 式の両辺に掛け、左辺に積の微分の公式を適用できるようにすると、
{\displaystyle M(x)y'+M(x)P(x)y=M(x)Q(x)\quad \quad \quad (2)}
{\displaystyle (M(x)y)'=M(x)Q(x)\quad \quad \quad (3)}
となるから、(3) 式を積分して
{\displaystyle yM(x)=\int Q(x)M(x)\,dx}
となり、これよりもとの微分方程式の解として
{\displaystyle y={\frac {\int Q(x)M(x)\,dx}{M(x)}}\,}
が得られる。
次に積分因子{\displaystyle M(x)}を具体的に求める。(2), (3) 式それぞれの左辺が等しくなるように{\displaystyle M(x)}をとっていることから、
{\displaystyle M'(x)y+M(x)y'=M(x)y'+M(x)P(x)y\quad \quad \quad }
となり、{\displaystyle M(x)}がつぎの微分方程式
{\displaystyle M'(x)=M(x)P(x)\quad \quad \quad (4)\,}
を満たすことがわかる。この式を変形すると、
{\displaystyle {\frac {M'(x)}{M(x)}}=P(x)\quad \quad \quad (5)\,}

{\displaystyle (\ln M(x))'=P(x)}
したがって
{\displaystyle M(x)=\exp \left(\int P(x)\,dx\right)}
となる。